# 횡성군립도서관
횡성군립도서관은 강원특별자치도 횡성군 소재의 도서관이다.

## 연혁
- 2014년 3월 2일 개관
- 2014년 3월 14일 개관식

## 시설현황
- 2층: 누리열람실,다온열람실,이룸열람실(취업집중실), 디지털자료실,미니영화관,강의실,스터디룸
- 1층: 종합자료실, 아동자료실(유아 자료실,수유실), 사무실,휴게실,기후변화교육센터
- 지하1층: 기계실, 전기실, 창고, 서고

## 이용 안내
이용 시간
- 자료실: 평일 09:00-21:00 / 토·일요일 09:00-18:00
- 열람실: 평일 09:00-22:00 / 토·일요일 09:00-22:00

휴관일
- 매주 화요일(정기휴관)
- 일요일을 제외한 관공서의 공휴일(다만, 설 연휴와 추석 연휴 기간 중의 일요일은 휴관, 국경일이 일요일일 경우는 휴관)
- 기타 관장이 운영상 필요하다고 인정하는 날(임시휴관)